# Xingshan (Yichang)
Xingshan (chiń. upr. 兴山县; chiń. trad. 興山縣; pinyin Xīngshān Xiàn) – powiat w północno-zachodniej części prefektury miejskiej Yichang w prowincji Hubei w Chińskiej Republice Ludowej. Liczba mieszkańców powiatu w 2010 roku wynosiła 170630.